# Мужская сборная Алжира по баскетболу 3×3
Мужская сборная Алжира по баскетболу 3×3 представляет Алжир на международных соревнованиях по баскетболу 3×3. Управляющим органом является Федерация баскетбола Алжира (араб. الاتحاديه الجزائريه لكرة السلة‎, фр. Fédération Algérienne de Basket-Ball, FABB).
По состоянию на 16 сентября 2024, мужская сборная Алжира по баскетболу 3×3 занимает 31-е место в мировом рейтинге ФИБА мужских сборных по баскетболу 3×3.

## Результаты выступлений
| Турнир                 | Золото | Серебро | Бронза | Всего |
| ---------------------- | ------ | ------- | ------ | ----- |
| Чемпионат Африки       | —      | —       | —      | '—    |
| Африканские игры       | 1      | 0       | 0      | 1     |
| Средиземноморские игры | —      | —       | —      | —     |
| Итого                  | 2      | 0       | 0      | 2     |

### Чемпионат Африки
| Год       | Место          | Игры           | Победы         | Поражения      | Состав команды                                                                            |
| --------- | -------------- | -------------- | -------------- | -------------- | ----------------------------------------------------------------------------------------- |
| 2017—2022 | не участвовали | не участвовали | не участвовали | не участвовали | не участвовали                                                                            |
| Каир 2023 | 4              | 7              | 3              | 4              | Kamel Abdel Magid Ammour, Faycal Belkhodja, Abderrahmane Yanis Mostefai, Faredj Messaoudi |

### Африканские игры
| Год        | Место          | Игры           | Победы         | Поражения      | Состав команды                                                        |
| ---------- | -------------- | -------------- | -------------- | -------------- | --------------------------------------------------------------------- |
| 2019       | не участвовали | не участвовали | не участвовали | не участвовали | не участвовали                                                        |
| Аккра 2023 | 1              | 6              | 5              | 1              | Zayd Yahiaoui, Ryad Lefkir, Mehdi Bouhmama, Nael Guy Mohand Yahiatene |

### Средиземноморские игры
| Год       | Место          | Игры           | Победы         | Поражения      | Состав команды                                              |
| --------- | -------------- | -------------- | -------------- | -------------- | ----------------------------------------------------------- |
| 2018      | не участвовали | не участвовали | не участвовали | не участвовали | не участвовали                                              |
| Оран 2022 | 5              | 5              | 3              | 2              | Nadir Hifi, Bacim Medjoubi, Islam-Nizar Taleb, Mehdi Bellil |